# Dorset Council

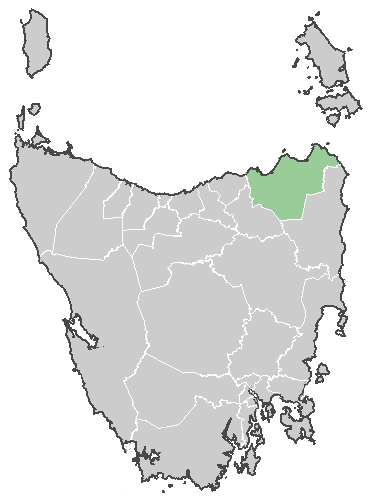
Dorset Council na mapie Tasmanii

Dorset Council – obszar samorządu lokalnego (ang. local government area) położony w północno-wschodniej części Tasmanii (Australia). Siedziba rady samorządu zlokalizowana jest w mieście Scottsdale, pozostałe większe miasta to: Branxholm, Bridport, Derby, Ringarooma i Winnaleah. 
Samorząd Dorset Council powstał w wyniku połączenia jednostek samorządowych Scottsdale i Ringarooma w roku 1993. 
Według danych z 2009 roku, obszar ten zamieszkuje 7377 osób. Powierzchnia samorządu wynosi 3196 km². 
W celu identyfikacji samorządu Australian Bureau of Statistics wprowadziło czterocyfrowy kod dla gminy Dorset – 1810.